# Antiguraleus necostatus
Antiguraleus necostatus é uma espécie de gastrópode do gênero Antiguraleus, pertencente a família Mangeliidae.